# Atsu Nyamadi
Atsu Nyamadi (né le 1er juin 1994 à Anloga, district municipal de Keta) est un athlète ghanéen, spécialiste du décathlon.

## Biographie
En 2015 il obtient la médaille d'argent à Brazzaville, derrière le Mauricien Guillaume Thierry, à l'occasion des Jeux africains.
Il devient le 23 juin 2016 vice-champion d'Afrique avec 7 501 points, loin derrière le sud-africain Fredriech Pretorius (7 780 points).

### Palmarès
| Date | Compétition            | Lieu        | Résultat | Épreuve   | Points |
| ---- | ---------------------- | ----------- | -------- | --------- | ------ |
| 2014 | Championnats d'Afrique | Marrakech   | 3e       | Décathlon | 6 946  |
| 2015 | Jeux africains         | Brazzaville | 2e       | Décathlon | 7 567  |
| 2016 | Championnats d'Afrique | Durban      | 2e       | Décathlon | 7 501  |

### Records
| Épreuve   | Performance | Lieu            | Date          |
| --------- | ----------- | --------------- | ------------- |
| Décathlon | 7 811 pts   | Charlottesville | 22 avril 2017 |